# Błotniak

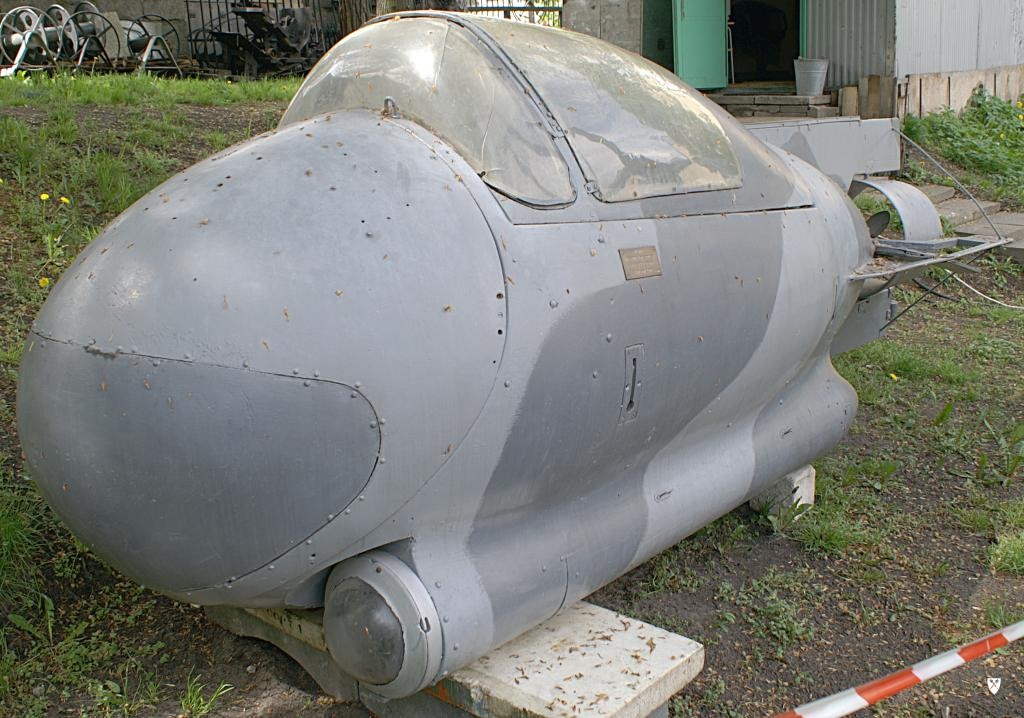
Błotniak frontal

Błotniak (polnisch: Weihe) ist ein Einmann-Unterwasserfahrzeug ohne Druckkabine. Es wurde 1978 in Polen vom Torpedo-Forschungszentrum in Gdynia entwickelt. Umgangssprachlich wurde es auch als Formosa bezeichnet.
Als Antrieb dienten zwei gegenläufige Propeller, die von einem Elektromotor angetrieben wurden. Als Energiespeicher dienten Akkumulatoren seitlich des Rumpfes, die auch einen Scheinwerfer versorgten. Als Sensoren waren ein aktives und passives Sonar an Bord. Die Tauchtiefe wurde automatisch gesteuert.

## Technische Daten
- Höchstgeschwindigkeit: 5 kn
- Reichweite: 50 Seemeilen
- Zuladung: 200 kg